# 智利人
智利人（西班牙語：Chilenos）是指认同智利为自己祖国的人，可能是住在智利，或因法律、历史或文化而认同为智利人的人群。对于大多数智利人来说，这些原因中会有几个或全部存在，它们共同构成智利人身份的来源。因此，智利是一个多语言和多元文化的社会，是许多不同种族和宗教的人的家园。鉴于这一现实，许多智利人不把他们的国籍等同于一个民族，而是等于拥有了公民身份并忠于智利。绝大多数智利人是欧洲各民族（主要是西班牙人）与美洲原住民之间的不同程度的混血种人。
虽然大多数智利人居住在智利，但也在多个国家建立了重要的社区团体，最明显的是阿根廷和美国。其他大型智利团体位于澳大利亚，加拿大和瑞典。智利人虽然人数少，但也构成了南极洲和福克兰群岛常住人口的重要组成部分。